# Mosambikanische Badmintonmeisterschaft 1986
Die Mosambikanische Badmintonmeisterschaft 1986  fand vom 16. bis zum 18. Januar 1986 in Beira statt. Es war die fünfte Austragung der nationalen Titelkämpfe im Badminton von Mosambik.

## Medaillengewinner
| Disziplin    | Gold                           | Silber                           |
| ------------ | ------------------------------ | -------------------------------- |
| Herreneinzel | Sozinho Guerra                 | Luis Antonio Timm                |
| Dameneinzel  | Indira Bhikha                  | Irene Stuart                     |
| Herrendoppel | Carlos Yun Luís Filipe Lebeouf | Luis Antonio Timm Sozinho Guerra |
| Damendoppel  | Indira Bhikha Sonia Cruz       | Ewa Stuart Irene Stuart          |
| Mixed        | Luis Antonio Timm Irene Stuart | Antonio Chiro Indira Bhikha      |